# Грехневка (Вологодская область)
Грехневка — деревня в Междуреченском районе Вологодской области.
Входит в состав Старосельского сельского поселения (с 1 января 2006 года по 8 апреля 2009 года входила в Ноземское сельское поселение), с точки зрения административно-территориального деления — в Ноземский сельсовет.
Расстояние до районного центра Шуйского по автодороге — 26 км.
По переписи 2002 года население — 4 человека.